# Pistolet Walther TP
Walther TP (Taschen Pistole, niem. pistolet kieszonkowy) – niemiecki pistolet samopowtarzalny produkowany w latach 60. XX wieku.
Po zakończeniu II wojny światowej w Niemczech obowiązywał zakaz produkcji broni palnej. Po 1954 roku był on stopniowo łagodzony. Początkowo alianci zezwolili na produkcję broni sportowej i myśliwskiej, ale z czasem pozwolono na produkcję broni bojowej.
Wśród firm, które po zniesieniu zakazów reaktywowały działy produkujące broń, znalazła się firma Fritza Walthera. Wznowiła ona produkcję skonstruowanych przed 1945 rokiem pistoletów HP, PP, PPK. Wkrótce jednak uznano, że w ofercie firmy brakuje jeszcze mniejszej broni, odpowiednika pistoletu Model 9.
Produkcję nowego pistoletu rozpoczęto w 1961 roku. Nowy pistolet, wyraźnie wzorowany na Modelu 9 sprzedawał się słabo. Dużą porażką była niska sprzedaż na rynku amerykańskim.
Po rozpoczęciu w 1968 roku produkcji pistoletu TPH zaczęto ograniczać, aby zakończyć ją ostatecznie w 1971 roku.

## Opis
Walther TP był bronią samopowtarzalną, działającą na zasadzie odrzutu zamka swobodnego. Mechanizm uderzeniowy bezkurkowy. Bezpiecznik nastawny, skrzydełkowy.
Walther TP był zasilany z wymiennego magazynka pudełkowego o pojemności 6 naboi. Magazynek znajdował się w chwycie pistoletowym.
Lufa gwintowana, posiadała sześć bruzd prawoskrętnych.
Przyrządy celownicze mechaniczne, stałe (muszka i szczerbinka).